# Сінон
Сінон (грец. Sinon) — онук сина Гермеса й Хіони Автоліка, а через нього родич Одіссея, учасник Троянської війни. За післягомерівським переказом, Сінон обманом і красномовством переконав троянців ввезти Троянського коня за мури, що призвело до захоплення Трої.

## Сінон в Троянській війні
Коли греки вдали, що покидають облогу Трої та відпливли, Сінон лишився на березі, щоб дати їм сигнал до повернення, запаливши вогнище. Коли його, як і було задумано, схопили троянці, Сінон вигадав, що Одіссей намагався вбити його за те, що він знає таємницю вбивства Паламеда. Греки втомилися від війни і тільки відсутність попутного вітру не давала це здійснити. Аполлон порадив їм принести людську жертву, вибір якої Одіссей поклав на Калхаса. Насправді Одіссей підкупив його і той вказав на Сінона. Коли греки відпливли, лишивши закутого у колодки Сінона на березі, йому вдалося втекти і потрапити в руки троянців. Повіривши в це, цар Трої Пріам став розпитувати навіщо греки лишили попід стінами міста дерев'яного коня. Сінон пояснив, що греки втратили підтримку богині Афіни після того як Одіссей і Діомед викрали Палладій з її храму. Калхас порадив Агамемнону відплисти додому і зібрати в Греції нове військо, а коня залишити в дар Афіні як відшкодування. На додачу він сказав, що є пророцтво Калхаса, за яким коли троянці знехтують даром, Афіна знищить їх. Проте якщо кінь опиниться в Трої, жителям міста вдасться об'єднати всі сили Азії, вторгнутися в Грецію і підкорити Мікени. Тому-то коня і зробили більшим, ніж брами Трої.
Зраділі троянці розібрали частину стін і ввезли коня за мури, після чого почали урочистості. Вночі, коли троянці натомилися від святкувань і заснули, Сінон вибрався з міста і запалив сигнальний вогонь на могилі Ахілла, а дружній троянець Антенор став розмахувати смолоскипом. Греки на кораблях за цим сигналом вирушили до Трої, а ті, що були всередині Троянського коня, вийшли назовні, перебили охорону та відчинили браму.